# Adrodamaeus italicus
Adrodamaeus italicus är en kvalsterart som först beskrevs av Berlese 1916.  Adrodamaeus italicus ingår i släktet Adrodamaeus och familjen Gymnodamaeidae. Inga underarter finns listade i Catalogue of Life.